# Just Jordan
Just Jordan ist eine US-amerikanische Fernsehserie, die zum ersten Mal am 7. Januar 2007 auf dem Fernsehsender Nickelodeon ausgestrahlt wurde. Sie war außerdem auf The N und BET zu sehen. In Deutschland wurde die Serie nicht ausgestrahlt. Die Hauptrolle spielt Lil’ JJ.

## Handlung
Die Showserie Just Jordan erzählt von dem 16-jährigen Jordan James Lewis, der aus einem ländlichen Little Rock in Arkansas stammt und in die Großstadt Los Angeles, die Geburtsstadt seiner Mutter Pamela, umzieht. Die Geschichten drehen sich um sein tägliches Leben und darum, wie er mit der neuen Situation zurechtkommt. Dabei handelt es sich um eine Art Show, denn Jordan wendet sich teilweise direkt an das Publikum.

## Episoden
Staffel 1
1. Air Jordan
2. Fools in the Hood
3. Lemme See Your Girl
4. Home Alone in the Diner
5. No Justice, No Pants
6. Practice What You Preach
7. Get A Job
8. Fist of Funny
9. Flip The Script
10. Critter is Buggin
11. Jordan’s Goose Is Cooked
12. Krumpshakers
13. Piano Stressin

Staffel 2
14. Dancing King
15. Jordan’s Got It Bad
16. Dead Man Joaquin
17. Fame Game
18. Mr. 500
19. Slippery When Wet
20. Revenge of the Riff
21, The Goose, the Puffs, and the Wardrobe
22. Lord of the Pies
23. Cool Guys Don’t Wear Periwinkle
24. Jump, Jordan
25./26.  Picture Me Rollin (Part 1 + 2)
27. Boogie Toasties
28. Anniversary-what?
29. Let Sleeping Dogs Lie